# Галицька Соціалістична Радянська Республіка
Га́лицька Соціалісти́чна Радя́нська Респу́бліка — територіальне утворення, проголошене 15 липня 1920 року Галицьким революційним комітетом (Галревком) на частині західноукраїнських земель під час польсько-радянської війни 1920 року зі столицею в Тернополі, ліквідоване 21 вересня.
Створення ГСРР відбулося за директивами з Москви і під безпосереднім керівництвом В. Леніна.

## Передумови створення
Ще під час Першої світової війни Володимир Ленін цікавився суспільно-політичними подіями на західноукраїнських землях; відомо про його зустріч 1915 р. в Берні з галицьким соціал-демократом Володимиром Левинським, який написав статтю «Україна й війна» до друкованого органу ЦК РСДПР, редактором якого був Ленін. Після розвалу Австро-Угорської та Російської імперій в новоутворених державах Центральної Європи розпочалася боротьба за владу. Так, 1919 року нетривалий час проіснували Угорська Радянська Республіка (березень-серпень) і Баварська Радянська Республіка (квітень). На теренах Галичини розпочала діяльність Комуністична партія Східної Галичини, створена в Станиславові на початку 1919 року. Західну Україну керівництво РСФРР бачило як можливий плацдарм для поширення комуністичної ідеології та влади далі на захід. Після проголошення Угорської Радянської Республіки у квітні 1919-го Ленін хотів, щоб Червона армія пройшла через територію західної України та Карпат до Угорщини. 7 травня Раднарком України надіслав відповідну ноту уряду ЗУНР, на яку галицький уряд вирішив не відповідати. Улітку, після відступу західноукраїнських військ під тиском поляків, командири галицької армії проводили таємні переговори з радянським командуванням про можливий союз проти поляків, однак безрезультатно, хоча за продовження діалогу з УСРР деякий час був навіть галицький прем'єр Сидір Голубович.
Зрештою, в листопаді-грудні 1919 року «трикутник смерти» (Польща-Радянська Росія-Денікін) замкнувся — УГА підписала сепаратний мир із Денікіним, перейшовши на південь України, а голова Директорії УНР Симон Петлюра виїхав до Польщі, щоб не потрапити до рук більшовиків.
Варшавський договір, який підписали УНР і Польща, передбачав спільний наступ польських та українських військ на більшовиків і визволення України. 25 квітня 1920 року розпочалася польсько-радянська війна. На першому етапі радянські війська відкинуто аж за Київ, однак наприкінці травня більшовики перейшли у контрнаступ, до кінця літа зайнявши територію сучасної Тернопільщини, Волині та Білорусі, підійшовши під Львів і Варшаву. Частина населення радо вітала радянську владу після багатьох років панування польської еліти й нехтування правами українців, частині було просто цікаво подивитися, як виглядають більшовики, а решта українського населення зайняла очікувальну позицію.

## Історія

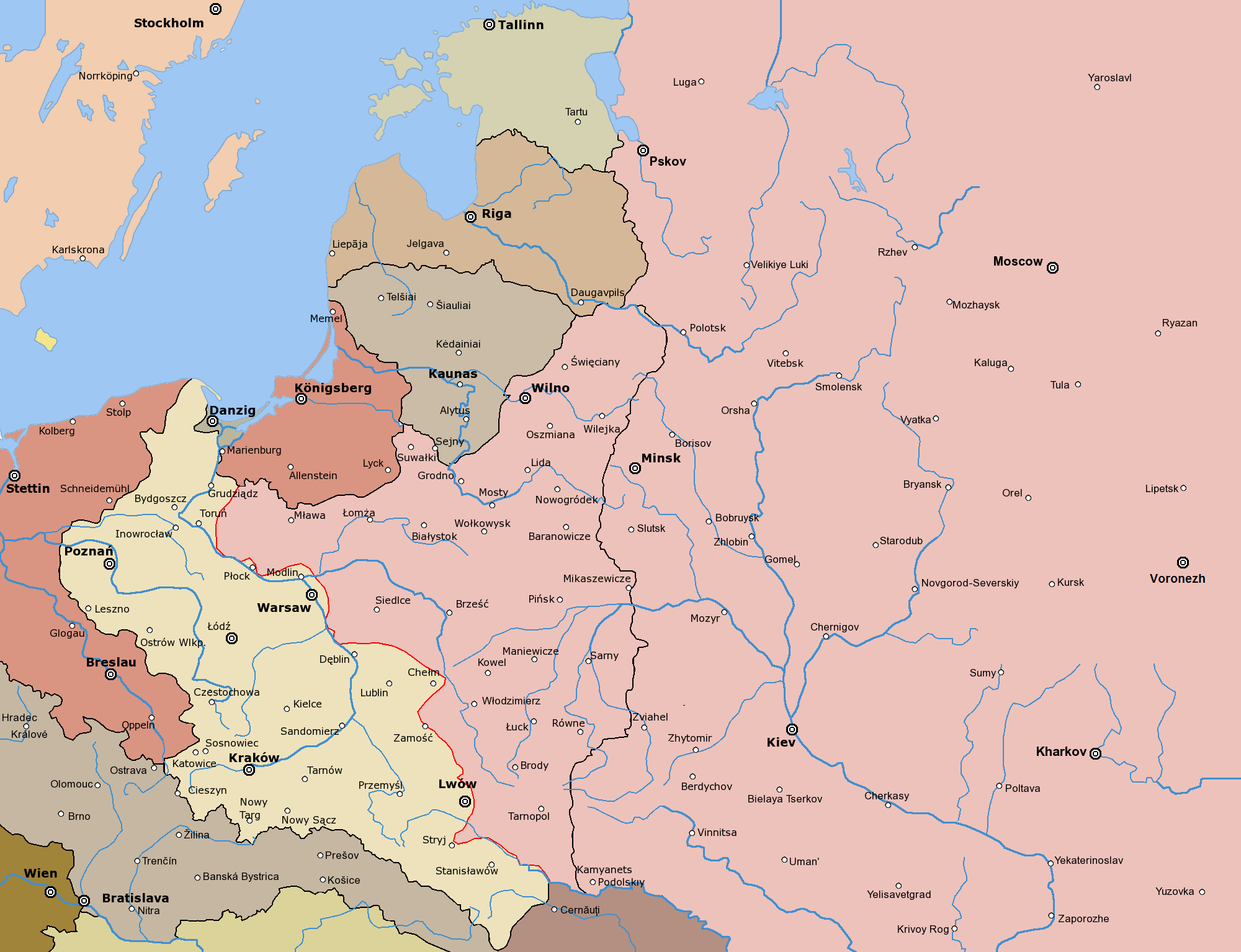
Період найбільшого наступу радянських військ. Серпень 1920

Галицька Соціалістична Радянська Республіка була створена керівництвом РСФРР під час походу Червоної армії на Польщу як політична структура та плацдарм для подальшої комуністичної експансії в Центральну Європу. Галревком 15 липня 1920 року опублікував декларацію «До працюючих всього світу, до урядів Соціалістичних Радянських Республік і до урядів усіх капіталістичних держав», у якій проголосив про створення ГСРР.
На місцях формувалися сільські, містечкові й повітові ревкоми. Запроваджували чужі для галичан радянські порядки: організовували примусове здавання хліба, свідомих українців піддавали теророві. Фактично всі справи вирішувало військове командування.
Наприкінці липня Червона армія вступила на територію Галичини, 1 серпня Галревком перебрався в Тернопіль, де ухвалив декрет № 1 «Про встановлення радянської влади в Галичині».
Декретами Галревкому ліквідовано приватну власність на засоби виробництва, встановлено 8-годинний робочий день, відокремлено церкву від держави, націоналізовано церковні маєтки, запроваджено єдину трудову школу із семирічним навчанням, націоналізовано землю (Тимчасова інструкція про організацію органів радянської влади; Декларація № 2 про права й обов'язки робітників в ГСРР; Декрет № 2 про відокремлення церкви від держави і школи).
У серпні опубліковано декларацію № 3 в справі народної освіти; звернення Галбюро при політвідділі 1-ї Кінної армії до населення Східної Галичини із закликом взяти активну участь у радянському будівництві; декларацію Галревкому про монополію на харчові і головні вироби фабрично-заводської промисловості.
11 серпня в Тернополі відбувся перший пленум ЦК КПГ, на якому затверджено новий склад п'ятичленної колегії Галревкому (Політбюро ЦК КПГ): Володимир Затонський (голова), Михайло Баран (заступник голови), Михайло Левицький, Казимир Литвинович, Арнольд Бараль.
16 серпня видано декрет № 3 про мобілізацію галичан, які перебувають на території РСФРР і УСРР.
23 серпня голова Галревкому Володимир Затонський доповідав Володимирові Леніну: крах Галицької СРР викликаний боєздатністю польсько-українських військ, форсованим діями (тиском) Раднаркому РСФРР та Галревкому, які силою, згори, насаджували у Східній Галичині радянську владу.
Не пізніше 25 серпня видано: декрет № 4 про скасування обов'язкової державної мови; декрет № 6 про утворення відділу внутрішніх справ; декрет № 7 про утворення військового відділу; декрет № 8 про здавання населенням зброї; декрет № 9 про заборону виробництва і продажу алкогольних напоїв; декрет № 10 про організацію міліції.
25 серпня видано декрет № 16 про організацію громадського харчування та декрет № 17 про введення трудового харчового пайка.
28 серпня — декрет № 12 про активне і пасивне виборче право по виборах до органів радянської влади в ГСРР та декрет № 18 про народні суди, революційні трибунали і касаційний трибунал у ГСРР.
29 серпня побачила світ тимчасова постанова відділу праці і соціального забезпечення Галревкому про організацію відділів праці і соціального забезпечення при повітревкомах.
Не пізніше 30 серпня вийшла постанова про організацію відділу народної освіти.
У вересні вийшло звернення до трудящих Галичини з закликом добровільно вступати до лав Червоної армії та декрет Галревкому про хлібну розкладку.
3 вересня видано декрет № 20 про утворення кооперативного комітету Галичини.
9 вересня — декрет № 15 про робітничо-селянську інспекцію.
11 вересня вийшли декрет № 21 про організацію відділу народної освіти; постанова про організацію відділів народної освіти при повітових і місцевих ревкомах та про педагогічні школи; постанова про організацію професійних шкіл; декрет № 22 та постанова про введення єдиної трудової школи.
13 вересня вийшов декрет про організацію відділу пошт і телеграфу.
15 вересня видано декрет № 23 про грошові знаки.
Не пізніше 17 вересня — постанова земельного і харчового відділу про експропріацію поміщицького майна та постанова продовольчого відділу Галревкому про встановлення твердих цін на продукти харчування.
У зв'язку з провалом походу Червоної армії на Варшаву 15 вересня 1920 року Галревком покинув Тернопіль, а 21 (23?) вересня 1920 року (після відступу Червоної армії з території Галичини) ГСРР припинила своє існування.
Офіційні документи, а також агітаційні плакати, листівки, розпорядження влади, брошури друкувалися в заснованому на початку вересня 1920 Всегалицькому видавництві.

## Склад і керівний орган
До складу ГСРР увійшли:
Бережанський, Борщівський, Бродівський, Бучацький, Гусятинський, Заліщицький, Збаразький, Зборівський, Золочівський, Підгаєцький, Рогатинський, Сокальський, Теребовлянський, Сокальський, Тернопільський, Чортківський і, частково, Бібрський, Кам'янко-Струмилівський, Перемишлянський, Радехівський повіти (територія сучасної Тернопільської і частково Львівської та Івано-Франківської областей).
Найвищим керівним органом республіки став Галицький революційний комітет (Галревком).
Державна влада зосереджувалася в руках Галревкому, в його відділах — спочатку 12, згодом 18, також у Галицькій надзвичайній комісії (ГНК, або так звана ГАНКА; фактично керував Володимир Затонський, формально М. Наваловський; встигла позбавити життя не один десяток людей) для боротьби з контрреволюцією. На місцях створювалися сільські, містечкові, повітові ревкоми. Місцем перебування Галревкому став Тернопіль.
До складу Галревкому входили Володимир Затонський (голова), Михайло Баран (заступник голови), Михайло Левицький, Казимир Литвинович, Федір Конар (Палащук), Іван Немоловський та інші.

## Офіційні мови
Офіційними мовами було визнано українську,польську та їдиш. Ревком ухвалив декрет № 4 «Про ліквідацію державної мови». Всі мови, якими користується трудяще населення республіки, оголошувалися рівноправними: кожен громадянин мав право звертатися до всіх радянських установ з усіх питань усно або письмово своєю рідною мовою.

## Грошовий обіг
На території Галицької СРР в обігу були гроші різних валютних систем: Російської імперії і Тимчасового уряду, австро-угорські корони, німецькі марки та воєнні гроші «ост-рублі» і «ост-марки», польські марки, численні місцеві паперові гроші. Крім цих грошей, в обігу також були гроші країн Антанти: франки, фунти стерлінгів, долари.

## Кінець історії
Під вечір 15 вересня почався загальний наступ Дієвої армії УНР на лінії антибільшовицького фронту. Частини армії форсували р. Дністер в районах Єзуполя, Нижнева і Городенки для наступу на Бучач — Чортків — Теребовлю з метою звільнення Поділля. У Монастириськах вже увечері відбувся врочистий вступ під сурми і «Ще не вмерла Україна!» до міста 6-ї стрілецької дивізії Дієвої армії УНР.
16 вересня. Сили Дієвої армії УНР були під Озерянами.
18 вересня Дієва армія УНР на східному березі Збруча; просування підрозділів на Проскурів — Дунаївці.
19 вересня до Тернополя увійшли сили 6-ї польської армії та Дієвої армії УНР; бої 6-ї стрілецької дивізії армії УНР в районі Підволочиська.
20 вересня польсько-українські сили звільнили від червоноармійців Збараж, Вишневець та Скалат і перейшли за Збруч, 21 вересня увійшли в Гусятин.
21 вересня відбувся постфактум розпуск Галревкому і повітревкомів.
Галицька СРР була останньою з радянських республік, створених за межами колишньої Російської імперії. Ця подія засвідчила остаточний крах сподівань на світову революцію, у здійсненні яких Східна Галичина посідала вагоме місце.